# Mike Kainz
Mike Kainz (* 5. Oktober 1993 in Lörrach) ist ein deutscher Koch und Pâtissier.

## Biografie
Mike Kainz wuchs in Weil am Rhein, Baden-Württemberg auf. Beide Elternteile und sein Großvater mütterlicherseits waren in der Gastronomie tätig und so begann auch Kainz in frühen Jahren zu kochen. 2010 begann er seine Ausbildung zum Koch im Steigenberger Hotel in Bad Wörishofen und wechselte danach zum „One Market Restaurant“ in San Francisco. Im Jahre 2014 zog es ihn dann nach Hamburg ins Le Méridien, in dem er sich zunächst auf die Pâtisserie spezialisierte. Dieses Wissen wollte er vertiefen und wechselte ins Team von Marco D’Andrea im Hotel „Süllberg“ bei Karlheinz Hauser im Restaurant „Seven Seas“ (Zwei Sterne, Guide Michelin). 2016 zog es Kainz für zwei Jahre zurück in die Heimat, in der er als Pâtissier im 5-Sterne-Leading Hotel Les Trois Rois in Basel, Schweiz tätig war.
im Jahre 2017 belegte er den ersten Platz beim Wettbewerb „Pâtissier des Jahres“.
2018 kreuzten sich dann die Wege von D’Andrea und Kainz erneut, als sie zusammen bei der Eröffnung des 5-Sterne-Luxushotels The Fontenay in Hamburg mitwirkten. Im Restaurant „Lakeside“ (Ein Stern, Guide Michelin) kreieren beide die saisonal wechselnde Desserts und Petit Fours. Das Dessert „The Ring“ gehört mittlerweile zum Signature Dish. Im Jahre 2020 gewannen sie die Auszeichnung „Pâtissierie Team des Jahres“ (verliehen vom Schlemmer Atlas). Im gleichen Jahr wurde das Restaurant „Lakeside“ erneut mit einem Michelin-Stern unter der Küchenleitung von Julian Stowasser ausgezeichnet.

## Auszeichnungen
- 2012: 1. Platz Bayerische Schulmeisterschaften der Köche
- 2013: 3. Platz Bayerische Berufsschulmeisterschaften der Köche
- 2016: 1. Platz Vorfinale „Pâtissier des Jahres“ in Salzburg
- 2017: 1. Platz „Pâtissier des Jahres“[1][2][3]
- 2020: „Pâtisserie Team des Jahres“ (verliehen vom Schlemmer Atlas)